# اچ‌ام‌اس ال۱۶
اچ‌ام‌اس ال۱۶ (به انگلیسی: HMS L16) یک زیردریایی بود که طول آن ۲۲۸ فوت (۶۹ متر) بود. این زیردریایی در سال ۱۹۱۸ ساخته شد.